# 鷲見友美ジェナ
鷲見 友美ジェナ（すみ ともみジェナ、1994年9月5日 - ）は、日本の声優、女優、歌手。京都府出身。仮面ライダーGIRLSのメンバー。声優業、歌唱等の個人エージェント窓口としてLORETTAに所属。芸能に関してはWINTと業務提携。

## 略歴
2013年10月20日、東映公式ガールズユニット「仮面ライダーGIRLS」の新メンバーとしてavexから芸能界デビュー。
2016年7月29日、「avex×SHOWROOM 声優アーティストオーディション 2016」でファイナリスト入りを果たす。
2017年、同年8月31日にサービス開始した『スクールガールストライカーズ トゥインクルメロディーズ』の上月真央役で声優デビューする。同年11月24日、『ファントム オブ キル』3周年記念で実施された新章メインヒロイン アルマス選考会にてヒロイン役に抜擢される。2019年1月には、『ケムリクサ』のりな役でテレビアニメへの出演も果たす。
2019年より緒方恵美が主催する私塾Team BareboAtに一期生として参加しており、2021年3月には塾生での公演を行った。
2020年3月1日、それまで所属していたMIT Artistsを退所してフリーランスになる。仮面ライダーGIRLSのユニットとしてのマネジメントをMIT Artistsが担っているため、退所以降も関わりが深い。
2020年10月1日、株式会社フラクタルスタジオに所属。2021年9月30日、契約期間満了のため退所した。
2021年12月1日、リマックスに所属。2024年9月5日、8月31日付けでリマックスを退所するとともに、エージェント契約して活動していくことを発表した。
2025年1月15日、芸能活動における窓口としてWINTとの業務提携を発表。声優、歌唱等の個人エージェント窓口はLORETTAが請け負う。

## 人物
- 父親が日本人、母親がフィリピン人であり、「鷲見（すみ）」が名字で「友美ジェナ（ともみジェナ）」が名前である[16]。
- 声優を目指す契機となったのは、小学生のころによく観ていたジャッキー・チェンの吹き替えをしていた石丸博也の存在や、ディズニー・チャンネルの英語・日本語放送の違いからであり、夢はディズニー・チャンネルのドラマのヒロインの吹き替えを担当することとジャッキー・チェンの作品に声優として出演することだと語る[17]。
- 趣味はジャッキー・チェン作品・アメコミ鑑賞[2]。特技は英語の発音、ダンス(ヒップホップ・ガールズ)、歌唱[2]、馬歩の構え[10]。方言は京都弁[2][4]。
- 小学校英語準指導者資格、英検2級、話しことば検定2級、普通自動車免許を所持している[2]。
- 中学3年生の冬まで京都で過ごし、高校の受験期に家庭の事情で急遽東京に移り住む。転居で、学校での人間関係が一新されたことにより、自分の声が特徴的であることに初めて気づくようになった。高校3年生の時にはセブ島へ1年間留学もした[18]。

## 出演
太字はメインキャラクター。

### テレビアニメ
2019年
- ケムリクサ（りな）

2021年
- マジカパーティ（2021年 - 2022年、バキチューズ・兄、新入生、男の子、女子、メロンパンダ 他）

2022年
- ぷちセカ（白石杏）
- 舞妓さんちのまかないさん（舞妓）

2023年
- 異世界ワンターンキル姉さん 〜姉同伴の異世界生活はじめました〜（メイドC）
- BanG Dream! It's MyGO!!!!!（ルームメイト）

2024年
- ヴァンパイア男子寮（モブ女）
- 転生貴族、鑑定スキルで成り上がる（店員B）
- 戦隊大失格（2024年 - 2025年、萩野乃愛） - 2シリーズ
- 歴史に残る悪女になるぞ（ロゼッタ）
- 神之塔 -Tower of God- 工房戦
- 青のミブロ（2024年 - 2025年、少年、お客）
- 五等分の花嫁*（観光客）

2025年
- 外れスキル《木の実マスター》 〜スキルの実（食べたら死ぬ）を無限に食べられるようになった件について〜（女性）
- サラリーマンが異世界に行ったら四天王になった話（リリム、魔人の子供、ネイア母、同期B）

### 劇場アニメ
- 劇場版 BanG Dream! ぽっぴん'どりーむ!（2022年、客室乗務員）
- グリッドマン ユニバース（2023年）[22]
- 劇場版プロジェクトセカイ 壊れたセカイと歌えないミク（2025年、白石杏[23]）

### Webアニメ
- 風都探偵（2022年、女子）
- Vivid BAD SQUAD - Journey to Bloom『RESOLVE』（2023年、白石杏）

### ゲーム
2017年
- スクールガールストライカーズ トゥインクルメロディーズ（上月真央）
- ファントム オブ キル（アルマス）

2018年
- 三国ドライブ（夏侯惇・皇甫嵩・孫策）
- D×2 真・女神転生 リベレーション（虚人の子供 他）

2019年
- 伝説対決 -Arena of Valor-（アネット）
- マギアレコード 魔法少女まどか☆マギカ外伝（七瀬ゆきか）
- バレットブレイク（リュバン / ジェリー）

2020年
- 龍が如く7 光と闇の行方（楓）
- かんぱに☆ガールズ（プルーデンス・レノン）　
- プロジェクトセカイ カラフルステージ! feat. 初音ミク（2020年 - 2024年、白石杏）

2022年
- モンスターストライク（プラトン）
- ロードモバイル（砂漠の聖女イリア）
- けものフレンズ3（コヨーテ）
- アリスフィクション（ファウスト）
- D4DJ Groovy Mix（エルシィ）
- ミシックヒーローズ（玉藻前）

2023年
- サクライグノラムス（アザミ）
- レッド：プライドオブエデン（ラナ）
- リバース:1999（TTT）
- ブルーアーカイブ -Blue Archive-（2023年 - 2025年、仲正イチカ）
- クイズRPG 魔法使いと黒猫のウィズ（ネファリア）
- 東方幻想エクリプス（2023年 - 2024年、アリス・マーガトロイド）

2024年
- メギド72（チューチャオ）
- 逆転オセロニア（メイリージュ）
- 龍が如く8（チトセ・バスター・ホームズ、女子高生シズコ）
- 呪術廻戦 ファントムパレード（美愛）
- ファントム オブ キル -オルタナティブ・イミテーション-（アルマス）
- グランブルーファンタジー（フラン）
- エバーテイル（パーシヴァル）
- アズールレーン（アルヴィト）
- エバーソウル（ジホ）
- 聖剣伝説 VISIONS of MANA
- 神箱 – Mythology of Cube –（エリザ・ジャーヴィス）
- 恋は職場で（羽村ひかり、ミア）
- 英雄伝説 界の軌跡 -Farewell, O Zemuria-（カエデ、案内人センリ、女性オペレーターＡ）
- カイジ外伝：激熱の街（アドリアーナ、亜理沙）
- 黒い砂漠（カンヒ）

2025年
- 龍が如く8外伝 Pirates in Hawaii（チトセ・バスターホームズ）
- ハツリバーブ -HAZE REVERB-（トレラビット、ケイトリン）
- 東方LostWord（古明地こいし、庭渡久侘歌、レミリア・スカーレット）
- にゃんにゃんシノビ（如月セナ）
- STARBITES（ルキダ）

### ドラマCD
- スクールガールストライカーズ 〜トゥインクルメロディーズ〜 Melody Collection ボイスドラマ（2018年、上月真央）

### 吹き替え

#### アニメ
- レゴ フレンズ ハートレイクストーリー（2022年、エブリン)

#### 映画
- ボトムス 〜最底で最強?な私たち〜（2023年[58]）

#### ドラマ
- スノードロップ（2022,ミス・キム[59]）
- デイジー・ジョーンズ・アンド・ザ・シックスがマジで最高だった頃（2023年）

### テレビドラマ
- 仮面ライダー鎧武/ガイム 第18話（2014年2月16日、テレビ朝日） - ダンスチームPOP UP 役[60]
- 仮面ライダーガッチャード 第41話（2024年6月23日、テレビ朝日） - マイ 役

### ウェブドラマ
- 鎧武外伝 仮面ライダーグリドンVS仮面ライダーブラーボ（2020年10月25日 - 11月1日、東映特撮ファンクラブ） - 鈴鹿まさこ / 仮面ライダーシルフィー 役
- 『魔進戦隊キラメイジャー』スピンオフ作品 ヨドンナ3 ヨドンナのバレンタイン（2023年3月5日、東映特撮ファンクラブ） - 女の子2 役
- およげないん 京都激闘篇 第3話（2025年2月9日、東映特撮ファンクラブ） - ジェナ 役

### 映画
- 仮面ライダー×仮面ライダー 鎧武&ウィザード 天下分け目の戦国MOVIE大合戦（2013年） - ダンスチームPOP UP 役[60]

### バラエティ
- D4DJTV side：nova（2023年4月21日 - 6月30日、TOKYO MX)

### ライブ・イベント
- avex×SHOWROOM 声優アーティストオーディション 2016（2016年7月29日、六本木morph-tokyo）
- ファントム オブ キル 4周年ファンミーティング（2018年10月27日、虎ノ門ヒルズフォーラム）
- ファンキル フレンドシップツアースペシャル in 京都（2019年3月16日、みやこめっせ）
- ケムリクサ スペシャルイベント（2019年7月20日、なかのZERO 大ホール）
- 鷲見友美ジェナ Birthday Party2022 (2022年9月4日、東京カルチャーカルチャー）
- プロセカ 2nd Anniversary 感謝祭（2022年9月23日 - 24日、立川ステージガーデン）
- FgG感謝祭2022 ～For Your Future～（2022年11月5日、TFTホール）
- ポップ&カルチャーミュージックフェスティバル in 知多半島 〜ぽぷちた改〜（2022年12月24、アイプラザ半田）
- #D4DJ_DJTIME In RESORT（2023年1月8日、カラオケパセラ上野公園前店）
- 『声グラコレクション』meets メチャカリ（2023年2月4日、全電通労働会館）
- #D4DJ_DJTIME CLUB（2023年4月8日、HOLIDAY SHINJUKU）
- UniChØrd×Abyssmare LIVE -NØVA- （2023年4月16日、ところざわサクラタウン ジャパンパビリオン ホールA）
- #D4DJ_DJTIME CLUB（2023年6月17日、渋谷HARLEM）
- UniChØrd×Abyssmare 2nd LIVE -Star Encounter-（2023年9月2日、豊洲PIT）
- 声優グランプリPresents 鷲見友美ジェナバースデーイベント2023（2023年9月8日、東京カルチャーカルチャー）
- プロジェクトセカイ 3rd Anniversary 感謝祭（2023年9月16日 - 17日、TOKYO DOME CITY HALL）
- DIGGLER'S HIGH feat.D4DJ Vol.1.5（2023年10月21日、WARP SHINJUKU）
- ウタヒメドリーム 1st ライブ 〜あなたは最古参〜（2023年11月19日、飛行船シアター）
- DIGGLER'S HIGH feat.D4DJ Vol.2（2023年12月3日、WARP SHINJUKU）
- 京Premium Live 2023 （2023年12月9日、ロームシアター京都）
- ブルアカふぇす！ 3きゅーべりーまっち、先生♪ （2024年1月20日 - 21日、幕張メッセ）
- GENERATIONS FESTA Vol 1 ～世代を超えた最強フェス～ （2024年3月10日 - 21日、SHIBUYA PLEASURE PLEASURE）
- AnimeJapan2024 ウタヒメドリームブース（2024年3月23日 - 24日、東京ビッグサイト）
- D4DJ D4 FES. XROSS∞BEAT（2024年5月25日、パシフィコ横浜 国立大ホール）
- セカイシンフォニー2024（2024年6月8日、パシフィコ横浜 国立大ホール、2024年7月20日、大阪府立国際会議場）
- ウタヒメドリーム 1周年記念2ndライブ『見たいの満天のペンライト』（2024年6月9日、飛行船シアター）
- Abyssmare 1st Concert -ARK-（2024年8月3日、ところざわサクラタウン ジャパンパビリオン ホールA）
- 声優グランプリ presents 鷲見友美ジェナ バースデーイベント2024（2024年9月14日、LIVE SPACE racine du noix）
- 「AMBITION」「ノーギフテッド」CDリリースイベント（2024年9月17日、秋葉原ハンドレットスクエア2）
- プロジェクトセカイ 4th Anniversary 感謝祭（2024年9月28日、横浜BUNTAI）
- IROAWASE LiVE（2024年10月26日、Theater Mixa）
- ANIMAX presents「ウタヒメドリーム」史上最大の3rdライブ～超重大発表を現地で皆様と～supported by Lemino（2025年2月24日、豊洲PIT）[61]

### 舞台
- 時空警察SIG-RAIDER シグレイダー 〜刻醒（エヴェイユ）〜（2020年2月29日 - 3月8日、シアターブラッツ） - 時空刑事ミサ 役[62]
- 時空警察SIG-RAIDER シグレイダー 彷徨～エトランジェ～（2021年1月16日 - 24日、シアターグリーンBIG TREE THEATER） - 皐月光紗（時空刑事ミサ） 役
- 劇団岸野組「世にもおかしな物語」（2021年5月12日 - 16日、下北沢・本多劇場） - ウィークデーゲストとして5月14日のみ出演[63]
- メイホリックシアター05「嘘つきの世界」（2021年9月23日 - 26日、CBGKシブゲキ!!） - リリア 役（Ｗキャスト）
- メイホリックシアター06「貘の皮を剥ぐ」（2021年11月17日 - 21日、シアターグリーン BOX in BOX THEATER） - りの 役（Ｗキャスト）
- 時空警察SIG-RAIDER シグレイダー 邂逅～エヴァリーヌ～（2021年11月20日 - 28日、新宿村LIVE） - 時空刑事ミサ 役（ゲスト出演）

### 朗読劇
- UBUGOE 〜voice of comedy〜 vol.14（2016年12月9日、大田文化の森ホール）
- “自称”超能力少女・三船ユリ（2018年6月16日、労音大久保会館アールズアートコート） - 夏目アイ 役
- 虚構夢想（2019年6月20日・21日、なかのZERO 野方区民ホール）
- マガツハナ -白雪の桜-（2019年11月3日・4日[注 1]、六行会ホール） - 佐路浅黄 役[64]
- ドラゴン桜 2nd season（2020年1月19日、サントリーホール〈ブルーローズ〉） - 西崎麻美 役[65]
- あなたを忘れない（2020年10月23日 - 29日、Streaming+） - エレーナ（戸田麗奈） 役（B・C公演）[66][67]
- ドラゴンギアスAnother〜再生のための物語〜（2021年4月7日 - 11日、渋谷区文化総合センター大和田伝承ホール） - レナ 役（佐々木琴子とＷキャスト）
- 和の音朗読会〜心に響く日本文学〜「妙な話」（2021年12月2日、コフレリオ新宿シアター）[68]
- 劇版絵物語WA-GEI ～心に花火を打ち上げろ～（2022年1月10日、ニッショーホール） - 高尾 役[69]
- キミに贈る朗読会「無人駅で君を待っている」（2022年6月4日・5日、MsmileBOX 渋谷） - 恩⽥彩夏 役[70]
- 江戸川乱歩の世界「幻燈の獏」（2022年8月14日、イイノホール） - ハナ、長谷川文江 役（二役）[71]
- キミに贈る朗読会「今夜、きみの声が聞こえる」（2023年1月14日・15日、MsmileBOX 渋谷） - 武⽥優⼦、⼤橋勇気 役 ほか[72]
- 朗読劇『マッチングアプリ:アップルボム（仮）』（2023年7月26日-30日、シアターサンモール） - ばあや 役
- 朗讀劇「極楽牢屋敷 木下半太版四谷怪談」（2023年8月12日、東京・サンシャイン劇場) - お梅 役 ほか
- キララン66＜Rapunzel＞（2023年8月27日、キーノートシアター ）- アンゼリカ 役
- キララン76＜Crescent＞（2023年12月2日、シアター・ウイング ）- アンゼリカ 役
- イロアワセ vol.4 ~ project Aile ~（2024年5月31日 - 6月2日、CBGKシブゲキ!!）- 440 役
- eeo Stage reading 朗読劇「はなしぐれ」（2025年1月9日 - 13日、CBGKシブゲキ!!） - 南野マリア 役[73]
- img Reading1「放課後に星はみえるか」（2025年2月23日、CBGKシブゲキ!!）- 返町朔 役[74]
- 江戸川乱歩朗読劇「幻調乱歩大系」（2025年3月6日・8日、草月ホール） - ハナ、長谷川文江 役（二役）[75]

### ラジオ
※はインターネット配信。
- 東映公認 鈴村健一・神谷浩史の仮面ラジレンジャー（2013年 - 、文化放送） - アシスタント[76][77]
- レッツゴー!仮面ライダーGIRLS（2017年 - 、ラジオ日本）
- アプリコット・レグルスのメロメロ Radio!（2017年、超!A&G+※・AG-ON Premium※）[78]
- 今泉P Presents ファンキルの今夜も絶!好調（2018年、超!A&G+※） - アシスタントMC
- 今泉P Presents ファンキルにまつわる絶!セトラ（2018年 - 2019年、超!A&G+※） - アシスタントMC[79]
- 今泉P Presents 広井王子のマルチな絶！セトラ（2018年11月24日、文化放送） - アシスタントMC[80]
- 今泉P Presents ファンキルの絶！ってあそぼ！（2019年 - 、超!A&G+※） - アシスタントMC
- なつやすみラジオ Vivid BAD SQUAD編　(2021年8月13日 - 18日、YouTube※）

### オーディオドラマ
- プロジェクトセカイ カラフルステージ! feat. 初音ミク ボイスドラマ（2021年 - 2022年、白石杏） - 3作品[一覧 2]
- 絵物語WA-GEI（2021年3月 - 2022年3月、文化放送） - 高尾 役[81]
- The Sandman日本語音声版（2022年、Amazonオーディブル）[82]
- 監禁区域レベルＸ（2023年、涼香）[83]

### インターネット番組
- 鷲見友美ジェナのすみずみまで（2023年 - 2024年、OPENREC.tv）

### 雑誌
- ハイパーホビー（2013年10月 - 、徳間書店）
- リスアニ!（2017年10月 - 、エムオン・エンタテインメント）
- 東映ヒロインMAX SUPREME（2020年12月 - 、辰巳出版）

### 玩具
- CSMロックシード ヘルヘイムセット（2022年11月、バンダイ） - 鈴鹿まさこ 役[84]

### その他コンテンツ
- メディアミックス音楽プロジェクト『ウタヒメドリーム』（2023年、高木凛[85]）
- 劇場版プロジェクトセカイ 壊れたセカイと歌えないミク×JR東海 東海道新幹線車内限定クロストーク（2025年）

## ディスコグラフィ

### キャラクターソング
| 発売日         | 商品名                                                                                        | 歌 | 楽曲 | 備考 |
| 2017年         | 2017年                                                                                        | 2017年 | 2017年 | 2017年 |
| -------------- | --------------------------------------------------------------------------------------------- | --- | --- | --- |
| 10月25日       | I Wish                                                                                        | アプリコット・レグルス | 「I Wish」 「Step!」 | ゲーム『スクールガールストライカーズ トゥインクルメロディーズ』関連曲                                                           |
| 2018年         |                                                                                               | | | |
| 1月24日        | スクールガールストライカーズ 〜トゥインクルメロディーズ〜 Melody Collection                   | アプリコット・レグルス | 「オルヴォワール プラネット」 「Pop and Jump!」 「Right on!!」 「New World」 「ユートピア」 「優しい風」 「蒼のメモリー」 「Snow Planet」 | ゲーム『スクールガールストライカーズ トゥインクルメロディーズ』関連曲                                                           |
| 8月17日        | スクールガールストライカーズ 〜トゥインクルメロディーズ〜 Melody Collection Vol.2             | アプリコット・レグルス | 「つながる想い」 「ミラクルワンダーランド」 「Daily Miracle」 「Happy Go Lucky」 「ミチ☆ミチル」 「Moment」 「Lapis Lazuli」 「旅の途中」 | ゲーム『スクールガールストライカーズ トゥインクルメロディーズ』関連曲                                                           |
| 8月17日        | スクールガールストライカーズ 〜トゥインクルメロディーズ〜 Melody Collection Vol.2             | 上月真央（鷲見友美ジェナ）、菜森まな（小倉唯） | 「ミライクル!! Miracle☆」 | ゲーム『スクールガールストライカーズ トゥインクルメロディーズ』関連曲                                                           |
| 8月17日        | スクールガールストライカーズ 〜トゥインクルメロディーズ〜 Melody Collection Vol.2             | 上月真央（鷲見友美ジェナ）、降神陽奈（朝井彩加） | 「キミ、ボク、恋してる！」 | ゲーム『スクールガールストライカーズ トゥインクルメロディーズ』関連曲                                                           |
| 2019年         |                                                                                               | | | |
| 3月20日        | INDETERMINATE UNIVERSE                                                                        | りん（小松未可子）、りつ（清都ありさ）、りな（鷲見友美ジェナ） | 「INDETERMINATE UNIVERSE（ケムリクサ.ver）」                                                                                              | テレビアニメ『ケムリクサ』関連曲                                                                                                |
| 6月26日        | 蒼き絶蝶 -バーテックスフェアリー-                                                             | アルマス（鷲見友美ジェナ） | 「蒼き絶蝶 -バーテックスフェアリー-」 「絶対的に君と -TaleLink MIX-」                                                                     | ゲーム『ファントム オブ キル』関連曲                                                                                            |
| 8月21日        | ケムリクサ ミュージックコレクションアルバム                                                   | ゆうゆ feat.ケムリクサ、りん（小松未可子）、りつ（清都ありさ）、りな（鷲見友美ジェナ） | 「INDETERMINATE UNIVERSE」 | テレビアニメ『ケムリクサ』エンディングテーマ                                                                                    |
| 8月21日        | ケムリクサ ミュージックコレクションアルバム                                                   | りな（鷲見友美ジェナ） | 「INDETERMINATE UNIVERSE」 | テレビアニメ『ケムリクサ』関連曲                                                                                                |
| 8月7日         | キミにGod 4 Love♥                                                                             | アルマス（鷲見友美ジェナ）、ティファレト（須田裕莉香）、フェイルノート（赤尾ひかる）、カシウス（佐藤舞） | 「キミにGod 4 Love♥」 | ゲーム『ファントムオブキル』海上編2019テーマソング                                                                              |
| 9月1日         | 永遠Summer…                                                                                   | アルマス（鷲見友美ジェナ）、ティファレト（須田裕莉香）、フェイルノート（赤尾ひかる）、カシウス（佐藤舞） | 「永遠Summer…」 | ゲーム『ファントムオブキル』海上編2019テーマソング                                                                              |
| 2021年         |                                                                                               | | | |
| 7月7日         | Ready Steady/Forward                                                                          | Vivid BAD SQUAD、初音ミク | 「Ready Steady」 「Forward」 | ゲーム『プロジェクトセカイ カラフルステージ！ feat. 初音ミク』関連曲                                                            |
| 11月17日       | RAD DOGS/シネマ                                                                               | Vivid BAD SQUAD、初音ミク | 「RAD DOGS」 | ゲーム『プロジェクトセカイ カラフルステージ！ feat. 初音ミク』関連曲                                                            |
| 11月17日       | RAD DOGS/シネマ                                                                               | Vivid BAD SQUAD、KAITO | 「シネマ」 | ゲーム『プロジェクトセカイ カラフルステージ！ feat. 初音ミク』関連曲                                                            |
| 2022年         |                                                                                               | | | |
| 6月1日         | Vivid BAD SQUAD SEKAI ALBUM vol.1                                                             | Vivid BAD SQUAD、鏡音リン、鏡音レン | 「劣等上等」 | ゲーム『プロジェクトセカイ カラフルステージ！ feat. 初音ミク』関連曲                                                            |
| 6月1日         | Vivid BAD SQUAD SEKAI ALBUM vol.1                                                             | Vivid BAD SQUAD、巡音ルカ | 「Just Be Friends」 | ゲーム『プロジェクトセカイ カラフルステージ！ feat. 初音ミク』関連曲                                                            |
| 6月1日         | Vivid BAD SQUAD SEKAI ALBUM vol.1                                                             | Vivid BAD SQUAD、巡音ルカ | 「ECHO」 | ゲーム『プロジェクトセカイ カラフルステージ！ feat. 初音ミク』関連曲                                                            |
| 6月1日         | Vivid BAD SQUAD SEKAI ALBUM vol.1                                                             | Vivid BAD SQUAD、鏡音リン、巡音ルカ | 「drop pop candy」 | ゲーム『プロジェクトセカイ カラフルステージ！ feat. 初音ミク』関連曲                                                            |
| 6月1日         | Vivid BAD SQUAD SEKAI ALBUM vol.1                                                             | Vivid BAD SQUAD、鏡音リン | 「トラフィック・ジャム」 「悪魔の踊り方」                                                                                                 | ゲーム『プロジェクトセカイ カラフルステージ！ feat. 初音ミク』関連曲                                                            |
| 6月1日         | Vivid BAD SQUAD SEKAI ALBUM vol.1                                                             | Vivid BAD SQUAD、鏡音レン | 「チルドレンレコード」 | ゲーム『プロジェクトセカイ カラフルステージ！ feat. 初音ミク』関連曲                                                            |
| 12月14日       | Beat Eater/Awake Now                                                                          | Vivid BAD SQUAD、鏡音レン | 「Beat Eater」 | ゲーム『プロジェクトセカイ カラフルステージ！ feat. 初音ミク』関連曲                                                            |
| 12月14日       | Beat Eater/Awake Now                                                                          | Vivid BAD SQUAD、初音ミク | 「Awake Now」 | ゲーム『プロジェクトセカイ カラフルステージ！ feat. 初音ミク』関連曲                                                            |
| 2023年         |                                                                                               | | | |
| 3月29日        | ミライ/Flyer!                                                                                 | Vivid BAD SQUAD、巡音ルカ | 「ミライ」 | ゲーム『プロジェクトセカイ カラフルステージ！ feat. 初音ミク』関連曲                                                            |
| 3月29日        | ミライ/Flyer!                                                                                 | Vivid BAD SQUAD、鏡音レン | 「Flyer!」 | ゲーム『プロジェクトセカイ カラフルステージ！ feat. 初音ミク』関連曲                                                            |
| 4月28日        | Be The MUSIC!                                                                                 | 「All Music MIKUdemy」一同 | 「Be The MUSIC!」 | ゲーム『プロジェクトセカイ カラフルステージ！ feat. 初音ミク』関連曲                                                            |
| 6月21日        | 月光/街                                                                                       | Vivid BAD SQUAD、MEIKO | 「月光」 | ゲーム『プロジェクトセカイ カラフルステージ！ feat. 初音ミク』関連曲                                                            |
| 6月21日        | 月光/街                                                                                       | Vivid BAD SQUAD、鏡音リン | 「街」 | ゲーム『プロジェクトセカイ カラフルステージ！ feat. 初音ミク』関連曲                                                            |
| 6月28日        | 夏色のナンシー                                                                                | 高木凛 【ウタヒメドリーム】（鷲見友美ジェナ） | 「夏色のナンシー」 | 『ウタヒメドリーム』関連曲 |
| 7月12日        | Get into the Abyssmare                                                                        | Abyssmare | 「Get into the Abyssmare」 「WINNER」 「I AM THE BEST」                                                                                   | ゲーム『D4DJ Groovy Mix』関連曲                                                                                                 |
| 7月12日        | D4DJ Groovy Mix カバートラックス vol.8                                                        | Abyssmare | 「怪物」 「Red fraction」 | ゲーム『D4DJ Groovy Mix』関連曲                                                                                                 |
| 7月            | ワンダー・ファニー・ハーモニー                                                                | サクラコ（加隈亜衣）、ヒナタ（日高里菜）、マリー（小澤亜李）、ウイ（後藤沙緒里）、シミコ（富田美憂）、ヒフミ（本渡楓）、アズサ（種田梨沙）、ハナコ（豊田萌絵）、コハル（赤尾ひかる）、ミカ（東山奈央）、ツルギ（小林ゆう）、イチカ（鷲見友美ジェナ） | 「ワンダー・ファニー・ハーモニー」 | Webアニメ『ブルーアーカイブ 2.5周年記念ショートアニメーション』主題歌                                                           |
| 8月1日         | 風になれ                                                                                      | 高木凛 【ウタヒメドリーム】（鷲見友美ジェナ） | 「風になれ」 | 『ウタヒメドリーム』関連曲 |
| 8月1日         | 狙いうち                                                                                      | 高木凛 【ウタヒメドリーム】（鷲見友美ジェナ） | 「狙いうち」 | 『ウタヒメドリーム』関連曲 |
| 8月16日        | 虚ろを扇ぐ/仮死化                                                                             | Vivid BAD SQUAD、KAITO | 「虚ろを扇ぐ」 | ゲーム『プロジェクトセカイ カラフルステージ！ feat. 初音ミク』関連曲                                                            |
| 8月16日        | 虚ろを扇ぐ/仮死化                                                                             | Vivid BAD SQUAD、MEIKO | 「仮死化」 | ゲーム『プロジェクトセカイ カラフルステージ！ feat. 初音ミク』関連曲                                                            |
| 9月1日         | 誘惑光線・クラッ!                                                                             | 高木凛 【ウタヒメドリーム】（鷲見友美ジェナ） | 「誘惑光線・クラッ!」 | 『ウタヒメドリーム』関連曲 |
| 10月11日       | STORY                                                                                         | Abyssmare | 「STORY」 「Raindrops」 「Take Me On」 | ゲーム『D4DJ Groovy Mix』関連曲                                                                                                 |
| 10月25日       | ひつじがいっぴき/下剋上                                                                       | Vivid BAD SQUAD、MEIKO | 「ひつじがいっぴき」 | ゲーム『プロジェクトセカイ カラフルステージ! feat. 初音ミク』関連曲                                                             |
| 10月25日       | ひつじがいっぴき/下剋上                                                                       | Vivid BAD SQUAD、鏡音リン | 「下剋上」 | ゲーム『プロジェクトセカイ カラフルステージ! feat. 初音ミク』関連曲                                                             |
| 11月19日       | ウタヒメドリーム SONG MANIA                                                                   | ウタヒメドリーム オールスターズ | 「ウタヒメドリーム」 | 『ウタヒメドリーム』関連曲 |
| 11月19日       | ウタヒメドリーム SONG MANIA                                                                   | 高木凛 【ウタヒメドリーム】（鷲見友美ジェナ） | 「ウタヒメドリーム」 | 『ウタヒメドリーム』関連曲 |
| 12月20日       | D4DJ EXCLUSIVE TRACKS                                                                         | D4DJ ALL STARS | 「LOVE!HUG!GROOVY!! +nova」 | ゲーム『D4DJ Groovy Mix』関連曲                                                                                                 |
| 2024年         |                                                                                               | | | |
| 2月21日        | Vivid BAD SQUAD SEKAI ALBUM vol.2                                                             | Vivid BAD SQUAD、初音ミク | 「オルターエゴ」 「YY」 「DAYBREAK FRONTLINE」                                                                                            | ゲーム『プロジェクトセカイ カラフルステージ! feat. 初音ミク』関連曲                                                             |
| 2月21日        | Vivid BAD SQUAD SEKAI ALBUM vol.2                                                             | 小豆沢こはね（秋奈）、白石杏（鷲見友美ジェナ） | 「踊」 | ゲーム『プロジェクトセカイ カラフルステージ! feat. 初音ミク』関連曲                                                             |
| 2月21日        | Vivid BAD SQUAD SEKAI ALBUM vol.2                                                             | 小豆沢こはね（秋奈）、白石杏（鷲見友美ジェナ）、初音ミク、鏡音リン | 「PaⅢ.SENSATION」 | ゲーム『プロジェクトセカイ カラフルステージ! feat. 初音ミク』関連曲                                                             |
| 2月21日        | Vivid BAD SQUAD SEKAI ALBUM vol.2                                                             | 小豆沢こはね（秋奈）、白石杏（鷲見友美ジェナ）、初音ミク | 「帝国少女」 | ゲーム『プロジェクトセカイ カラフルステージ! feat. 初音ミク』関連曲                                                             |
| 2月21日        | Vivid BAD SQUAD SEKAI ALBUM vol.2                                                             | 小豆沢こはね（秋奈）、白石杏（鷲見友美ジェナ）、初音ミク、MEIKO | 「フェレス」 | ゲーム『プロジェクトセカイ カラフルステージ! feat. 初音ミク』関連曲                                                             |
| 2月21日        | Vivid BAD SQUAD SEKAI ALBUM vol.2                                                             | Vivid BAD SQUAD、MEIKO | 「エゴイスト」 | ゲーム『プロジェクトセカイ カラフルステージ! feat. 初音ミク』関連曲                                                             |
| 2月21日        | Vivid BAD SQUAD SEKAI ALBUM vol.2                                                             | Vivid BAD SQUAD、KAITO | 「シャンティ」 | ゲーム『プロジェクトセカイ カラフルステージ! feat. 初音ミク』関連曲                                                             |
| 2月28日        | チョコレート                                                                                  | 高木凛 【ウタヒメドリーム】（鷲見友美ジェナ） | 「チョコレート」 | 『ウタヒメドリーム』関連曲 |
| 4月24日        | D4DJ Groovy Mix カバートラックス vol.9                                                        | Abyssmare | 「第六感」 | ゲーム『D4DJ Groovy Mix』関連曲                                                                                                 |
| 5月22日        | D4DJ XROSS∞BEAT                                                                               | UniChØrd×Abyssmare | 「CYBERPUNK」 | ゲーム『D4DJ Groovy Mix』関連曲                                                                                                 |
| 5月22日        | D4DJ XROSS∞BEAT                                                                               | Peaky P-key×Abyssmare | 「NUMBER 1 and ONLY!!!!」 | ゲーム『D4DJ Groovy Mix』関連曲                                                                                                 |
| 6月5日         | プロジェクトセカイ カラフルステージ！ feat. 初音ミク アナザーボーカルアルバム Vivid BAD SQUAD | 小豆沢こはね（秋奈）、白石杏（鷲見友美ジェナ） | 「Forward」 「RAD DOGS」 | ゲーム『プロジェクトセカイ カラフルステージ！ feat. 初音ミク』関連曲                                                            |
| 6月5日         | プロジェクトセカイ カラフルステージ！ feat. 初音ミク アナザーボーカルアルバム Vivid BAD SQUAD | 白石杏（鷲見友美ジェナ） | 「Just Be Friends」 「Beat Eater」 「drop pop candy」 「Awake Now」                                                                       | ゲーム『プロジェクトセカイ カラフルステージ！ feat. 初音ミク』関連曲                                                            |
| 6月5日         | プロジェクトセカイ カラフルステージ！ feat. 初音ミク アナザーボーカルアルバム Vivid BAD SQUAD | 白石杏（鷲見友美ジェナ）、青柳冬弥（伊東健人） | 「チルドレンレコード」 | ゲーム『プロジェクトセカイ カラフルステージ！ feat. 初音ミク』関連曲                                                            |
| 6月5日         | プロジェクトセカイ カラフルステージ！ feat. 初音ミク アナザーボーカルアルバム Vivid BAD SQUAD | 白石杏（鷲見友美ジェナ）、東雲彰人（今井文也） | 「ECHO」 「トラフィック・ジャム」 | ゲーム『プロジェクトセカイ カラフルステージ！ feat. 初音ミク』関連曲                                                            |
| 6月19日        | トーキョーオタクデート/AXIS the world                                                         | Abyssmare | 「AXIS the world」 「バイララバイ」 | ゲーム『D4DJ Groovy Mix』関連曲                                                                                                 |
| 7月10日        | リアライズ/CR詠ZY                                                                             | Vivid BAD SQUAD、初音ミク | 「リアライズ」 | ゲーム『プロジェクトセカイ カラフルステージ！ feat. 初音ミク』関連曲                                                            |
| 7月10日        | リアライズ/CR詠ZY                                                                             | Vivid BAD SQUAD、巡音ルカ | 「CR詠ZY」 | ゲーム『プロジェクトセカイ カラフルステージ！ feat. 初音ミク』関連曲                                                            |
| 8月28日        | ノーギフテッド                                                                                | ウタヒメドリーム オールスターズ | 「ノーギフテッド」 | テレビアニメ『俺は全てを【パリイ】する 〜逆勘違いの世界最強は冒険者になりたい〜』 エンディングテーマ 『ウタヒメドリーム』関連曲 |
| 8月28日        | ノーギフテッド                                                                                | ウタヒメドリーム オールスターズ | 「ウタヒメドリーム」 | 『ウタヒメドリーム』関連曲 |
| 10月2日        | Beyond the way/blender                                                                        | Vivid BAD SQUAD、初音ミク | 「Beyond the way」 | ゲーム『プロジェクトセカイ カラフルステージ！ feat. 初音ミク』関連曲                                                            |
| 10月2日        | Beyond the way/blender                                                                        | Vivid BAD SQUAD、MEIKO | 「blender」 | ゲーム『プロジェクトセカイ カラフルステージ！ feat. 初音ミク』関連曲                                                            |
| 2025年         |                                                                                               | | | |
| 1月17日        | ファイアダンス                                                                                | Vivid BAD SQUAD | 「ファイアダンス」 | 劇場アニメ『劇場版プロジェクトセカイ 壊れたセカイと歌えないミク』関連曲                                                         |
| 1月30日        | Worlders                                                                                      | バーチャル・シンガー、Leo/need、MORE MORE JUMP!、Vivid BAD SQUAD、ワンダーランズ×ショウタイム、25時、ナイトコードで。 | 「Worlders」 | 劇場アニメ『劇場版プロジェクトセカイ 壊れたセカイと歌えないミク』エンディングテーマ                                             |
| 2月21日        | 群青讃歌（劇場版プロジェクトセカイver.）                                                      | Leo/need、MORE MORE JUMP!、Vivid BAD SQUAD、ワンダーランズ×ショウタイム、25時、ナイトコードで。 | 「群青讃歌（劇場版プロジェクトセカイver.）」                                                                                              | 劇場アニメ『劇場版プロジェクトセカイ 壊れたセカイと歌えないミク』挿入歌                                                         |
| 2月25日        | 朝まで踊ろう                                                                                  | 桜が丘学園昭和ポップス同好会【ウタヒメドリーム】 | 「朝まで踊ろう」 | 『ウタヒメドリーム』関連曲 |
| 3月5日         | 烈火/ULTRA C                                                                                  | Vivid BAD SQUAD、巡音ルカ | 「烈火」 | ゲーム『プロジェクトセカイ カラフルステージ！ feat. 初音ミク』関連曲                                                            |
| 3月5日         | 烈火/ULTRA C                                                                                  | Vivid BAD SQUAD、初音ミク | 「ULTRA C」 | ゲーム『プロジェクトセカイ カラフルステージ！ feat. 初音ミク』関連曲                                                            |
| 3月5日         | 儚くも永久のカナシ                                                                            | Abyssmare | 「儚くも永久のカナシ」 | ゲーム『D4DJ Groovy Mix』関連曲                                                                                                 |
| 3月28日        | ふれふれ、キミの春                                                                            | 高木凛（鷲見友美ジェナ） feat.柊優花 | 「青春フォトグラフ」 | 『ウタヒメドリーム』関連曲 |
| 7月9日（予定） | Vivid BAD SQUAD SEKAI ALBUM vol.3                                                             | Vivid BAD SQUAD、初音ミク | 「脳内革命ガール」 「え？あぁ、そう。」 「花溺れ」                                                                                        | ゲーム『プロジェクトセカイ カラフルステージ! feat. 初音ミク』関連曲                                                             |
| 7月9日（予定） | Vivid BAD SQUAD SEKAI ALBUM vol.3                                                             | 小豆沢こはね（秋奈）、白石杏（鷲見友美ジェナ）、初音ミク | 「恋は戦争」 | ゲーム『プロジェクトセカイ カラフルステージ! feat. 初音ミク』関連曲                                                             |
| 7月9日（予定） | Vivid BAD SQUAD SEKAI ALBUM vol.3                                                             | Vivid BAD SQUAD、MEIKO | 「春嵐」 「酔いどれ知らず」 | ゲーム『プロジェクトセカイ カラフルステージ! feat. 初音ミク』関連曲                                                             |
| 7月9日（予定） | Vivid BAD SQUAD SEKAI ALBUM vol.3                                                             | Vivid BAD SQUAD、鏡音レン | 「金木犀」 | ゲーム『プロジェクトセカイ カラフルステージ! feat. 初音ミク』関連曲                                                             |
| 7月9日（予定） | Vivid BAD SQUAD SEKAI ALBUM vol.3                                                             | Vivid BAD SQUAD、巡音ルカ | 「マーシャル・マキシマイザー」 「WAVE」                                                                                                   | ゲーム『プロジェクトセカイ カラフルステージ! feat. 初音ミク』関連曲                                                             |
| 7月9日（予定） | Vivid BAD SQUAD SEKAI ALBUM vol.3                                                             | Vivid BAD SQUAD、鏡音リン | 「CH4NGE」 | ゲーム『プロジェクトセカイ カラフルステージ! feat. 初音ミク』関連曲                                                             |
| 7月9日（予定） | Vivid BAD SQUAD SEKAI ALBUM vol.3                                                             | Vivid BAD SQUAD、KAITO | 「ルーマー」 | ゲーム『プロジェクトセカイ カラフルステージ! feat. 初音ミク』関連曲                                                             |